# نشان افتخار تاج گرانبها
نشان افتخار تاج گرانبها (به ژاپنی: 宝冠章، Hōkan-shō)، یک نشان افتخار ژاپنی است، تأسیس در ۴ ژانویه ۱۸۸۸ توسط امپراتور میجی است. از آنجایی که نشان خورشید فروزان در آن زمان یک دستور برای مردان بود، به عنوان یک دستور برای زنان تأسیس شد. این سفارش در ابتدا دارای پنج کلاس بود، اما در ۱۳ آوریل ۱۸۹۶ کلاس‌های ششم، هفتم و هشتم اضافه شدند.
تا سال ۲۰۰۳، نشان تاج گرانبها، که دارای هشت رتبه بود، معادل نشان خورشید فروزان بود و به عنوان نسخه ای از نشان خورشید فروزان فقط برای زنان اعطا می‌شد. در سال ۲۰۰۳، نشان خورشید فروزان، که قبلاً مختص مردان بود، برای زنان نیز در دسترس قرار گرفت و پایین‌ترین دو طبقه از نشان افتخار تاج گرانبها لغو شدند. از سال ۲۰۰۳، حکم تاج گرانبها فقط به اعضای زن دودمان یاماتو و اعضای زن خاندان سلطنتی در کشورهای خارجی تنها در مواقعی اعطا می‌شود که مخصوصاً برای مراسم دیپلماتیک ضروری باشد.
در سال ۱۹۰۷ به بیست و نه نفر از آمریکایی‌هایی که در جنگ روسیه و ژاپن شرکت کرده بودند، نشان افتخار تاج گرانبها اهدا شد. این فهرست غیرعادی از برگزیدگان از ده پرستار داوطلب زن و نوزده خبرنگار روزنامه‌های آمریکایی تشکیل شده بود.